# Antimima
Az Antimima a szegfűvirágúak (Caryophyllales) rendjébe, ezen belül a kristályvirágfélék (Aizoaceae) családjába tartozó nemzetség.

## Előfordulásuk
Az Antimima-fajok természetes előfordulási területe a Dél-afrikai Köztársaságban, valamint Namíbiában található meg.

## Rendszerezés
A nemzetségbe az alábbi 106 faj tartozik:
- Antimima addita (L.Bolus) H.E.K.Hartmann
- Antimima alborubra (L.Bolus) Dehn
- Antimima amoena (Schwantes) H.E.K.Hartmann
- Antimima androsacea (Marloth & Schwantes) H.E.K.Hartmann
- Antimima argentea (L.Bolus) H.E.K.Hartmann
- Antimima aristulata (Sond.) Chess. & G.F.Sm.
- Antimima aurasensis H.E.K.Hartmann
- Antimima biformis (N.E.Br.) H.E.K.Hartmann
- Antimima bracteata (L.Bolus) H.E.K.Hartmann
- Antimima brevicarpa (L.Bolus) H.E.K.Hartmann
- Antimima brevicollis (N.E.Br.) H.E.K.Hartmann
- Antimima buchubergensis (Dinter) H.E.K.Hartmann
- Antimima compacta (L.Bolus) H.E.K.Hartmann
- Antimima compressa (L.Bolus) H.E.K.Hartmann
- Antimima concinna (L.Bolus) H.E.K.Hartmann
- Antimima condensa (N.E.Br.) H.E.K.Hartmann
- Antimima dasyphylla (Schltr.) H.E.K.Hartmann
- Antimima defecta (L.Bolus) H.E.K.Hartmann
- Antimima dekenahi (N.E.Br.) H.E.K.Hartmann
- Antimima distans (L.Bolus) H.E.K.Hartmann
- Antimima dolomitica (Dinter) H.E.K.Hartmann
- Antimima dualis (N.E.Br.) N.E.Br. - típusfaj
- Antimima eendornensis (Dinter) H.E.K.Hartmann
- Antimima elevata (L.Bolus) H.E.K.Hartmann
- Antimima emarcescens (L.Bolus) H.E.K.Hartmann
- Antimima erosa (L.Bolus) H.E.K.Hartmann
- Antimima evoluta (N.E.Br.) H.E.K.Hartmann
- Antimima excedens (L.Bolus) Klak
- Antimima exsurgens (L.Bolus) H.E.K.Hartmann
- Antimima fenestrata (L.Bolus) H.E.K.Hartmann
- Antimima fergusoniae (L.Bolus) H.E.K.Hartmann
- Antimima gracillima (L.Bolus) H.E.K.Hartmann
- Antimima granitica (L.Bolus) H.E.K.Hartmann
- Antimima hallii (L.Bolus) H.E.K.Hartmann
- Antimima hamatilis (L.Bolus) H.E.K.Hartmann
- Antimima hantamensis (Engl.) H.E.K.Hartmann & Stüber
- Antimima herrei (Schwantes) H.E.K.Hartmann
- Antimima insidens (L.Bolus) Chess.
- Antimima ivori (N.E.Br.) H.E.K.Hartmann
- Antimima karroidea (L.Bolus) H.E.K.Hartmann
- Antimima klaverensis (L.Bolus) H.E.K.Hartmann
- Antimima koekenaapensis (L.Bolus) H.E.K.Hartmann
- Antimima komkansica (L.Bolus) H.E.K.Hartmann
- Antimima lawsonii (L.Bolus) H.E.K.Hartmann
- Antimima leipoldtii (L.Bolus) H.E.K.Hartmann
- Antimima leucanthera (L.Bolus) H.E.K.Hartmann
- Antimima levynsiae (L.Bolus) S.A.Hammer
- Antimima limbata (N.E.Br.) H.E.K.Hartmann
- Antimima lodewykii (L.Bolus) H.E.K.Hartmann
- Antimima loganii (L.Bolus) H.E.K.Hartmann
- Antimima lokenbergensis (L.Bolus) H.E.K.Hartmann
- Antimima longipes (L.Bolus) Dehn
- Antimima luckhoffii (L.Bolus) H.E.K.Hartmann
- Antimima maleolens (L.Bolus) H.E.K.Hartmann
- Antimima maxwellii (L.Bolus) H.E.K.Hartmann
- Antimima menniei (L.Bolus) H.E.K.Hartmann
- Antimima mesklipensis (L.Bolus) H.E.K.Hartmann
- Antimima meyerae H.E.K.Hartmann
- Antimima microphylla (Haw.) Dehn
- Antimima minima (Tischer) H.E.K.Hartmann
- Antimima minutifolia (L.Bolus) H.E.K.Hartmann
- Antimima modesta (L.Bolus) H.E.K.Hartmann
- Antimima mucronata (Haw.) H.E.K.Hartmann
- Antimima mutica (L.Bolus) H.E.K.Hartmann
- Antimima nobilis (Schwantes) H.E.K.Hartmann
- Antimima nordenstamii (L.Bolus) H.E.K.Hartmann
- Antimima oviformis (L.Bolus) H.E.K.Hartmann
- Antimima papillata (L.Bolus) H.E.K.Hartmann
- Antimima paripetala (L.Bolus) Klak
- Antimima paucifolia (L.Bolus) H.E.K.Hartmann
- Antimima pauper (L.Bolus) H.E.K.Hartmann
- Antimima peersii (L.Bolus) H.E.K.Hartmann
- Antimima perforata (L.Bolus) H.E.K.Hartmann
- Antimima persistens H.E.K.Hartmann
- Antimima pilosula (L.Bolus) H.E.K.Hartmann
- Antimima piscodora (L.Bolus) H.E.K.Hartmann
- Antimima prolongata (L.Bolus) H.E.K.Hartmann
- Antimima propinqua (N.E.Br.) H.E.K.Hartmann
- Antimima prostrata (L.Bolus) H.E.K.Hartmann
- Antimima pulchella (Haw.) H.E.K.Hartmann
- Antimima pumila (L.Bolus ex Fedde & C.Schust.) H.E.K.Hartmann
- Antimima pusilla (Schwantes) H.E.K.Hartmann
- Antimima pygmaea (Haw.) H.E.K.Hartmann
- Antimima quarzitica (Dinter) H.E.K.Hartmann
- Antimima radicans (L.Bolus) Klak
- Antimima roseola (N.E.Br.) H.E.K.Hartmann
- Antimima rostella (Haw.) H.E.K.Hartmann
- Antimima saturata (L.Bolus) H.E.K.Hartmann
- Antimima saxicola (L.Bolus) H.E.K.Hartmann
- Antimima schlechteri (Schwantes) H.E.K.Hartmann
- Antimima simulans (L.Bolus) H.E.K.Hartmann
- Antimima sobrina (N.E.Br.) H.E.K.Hartmann
- Antimima solida (L.Bolus) H.E.K.Hartmann
- Antimima stayneri (L.Bolus) H.E.K.Hartmann
- Antimima stokoei (L.Bolus) H.E.K.Hartmann
- Antimima subtruncata (L.Bolus) H.E.K.Hartmann
- Antimima triquetra (L.Bolus) H.E.K.Hartmann
- Antimima tuberculosa (L.Bolus) H.E.K.Hartmann
- Antimima turneriana (L.Bolus) H.E.K.Hartmann
- Antimima vanzylii (L.Bolus) H.E.K.Hartmann
- Antimima varians (L.Bolus) H.E.K.Hartmann
- Antimima ventricosa (L.Bolus) H.E.K.Hartmann
- Antimima verruculosa (L.Bolus) H.E.K.Hartmann
- Antimima viatorum (L.Bolus) Klak
- Antimima watermeyeri (L.Bolus) H.E.K.Hartmann
- Antimima wittebergensis (L.Bolus) H.E.K.Hartmann